# Kriegerdenkmal Güsen

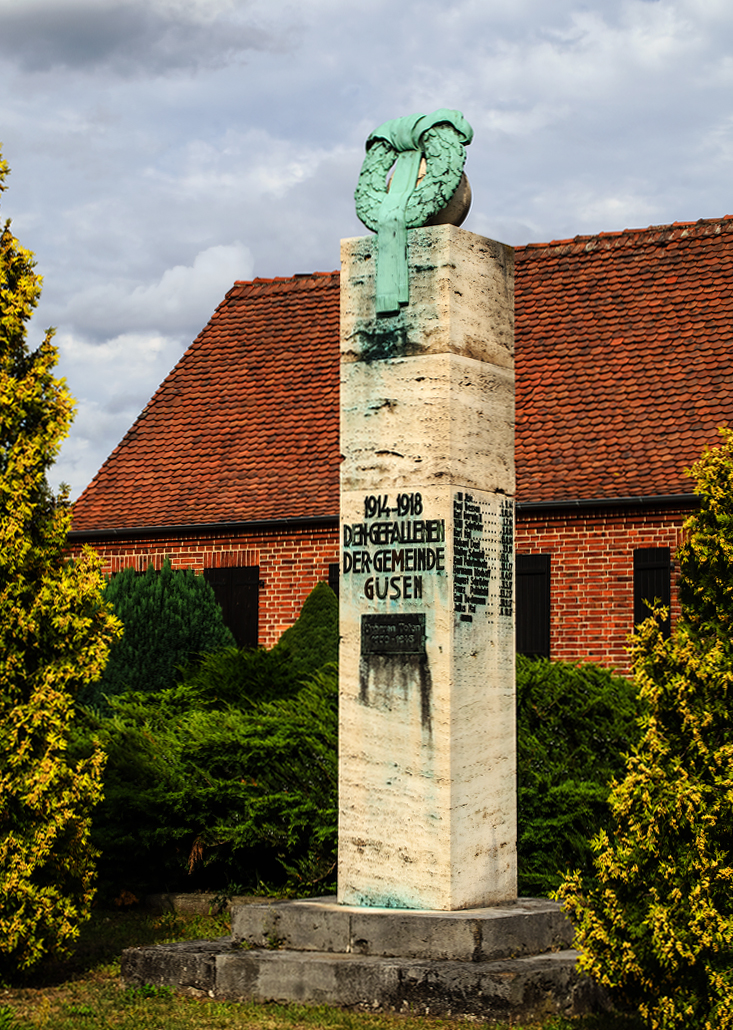
Kriegerdenkmal in Güsen

Das Kriegerdenkmal Güsen ist ein denkmalgeschütztes Kriegerdenkmal in der Ortschaft Güsen der Gemeinde Elbe-Parey in Sachsen-Anhalt. Im örtlichen Denkmalverzeichnis ist das Kriegerdenkmal unter der Erfassungsnummer 094 76541 als Baudenkmal verzeichnet.

## Lage
Das Kriegerdenkmal von Güsen befindet sich zwischen der Kreuzung Breiter Weg – Waldstraße und der Kreuzung Breiter Weg – Mühlenstraße.

## Gestaltung
Es handelt sich um eine viereckige Stele, die von einer Kugel und einem Ehrenkranz gekrönt wird. Ursprünglich wurde die Stele für die Gefallenen des Ersten Weltkriegs errichtet. Eine Gedenktafel für die Gefallenen des Zweiten Weltkriegs wurde im nach hinein angebracht.

## Inschriften

### Denkmal
1914–1918

Den Gefallenen der Gemeinde Güsen

### Gedenktafel
Unseren Toten 1939–1945

## Quelle
- Gefallenendenkmal Parey Online, abgerufen am 19. Juni 2017.